# Hälleviken

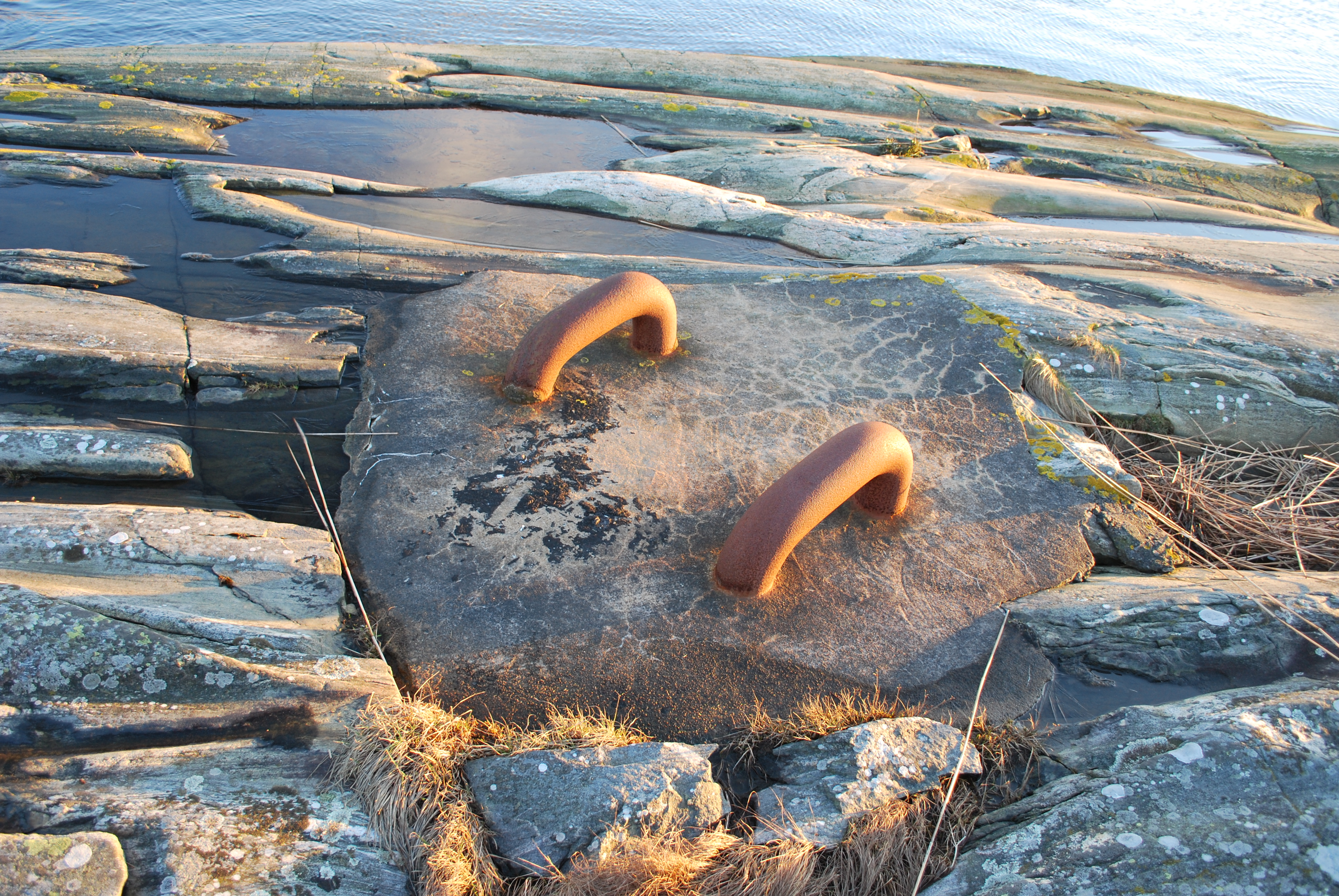
Förtöjningsanordning i Svartebergen

Hälleviken är en vik på sydvästra Hisingen. Vid viken ligger Hällsvik. I vikens spets finns idag en badplats med sandbotten. Både under andra världskriget och under oljekriserna 1973 och 1979 användes viken för att förtöja fartyg. Förtöjningsanordningarna finns fortfarande kvar både på hamnsidan i öster och i Svartebergen i väster.